# William Gaddis
William Thomas Gaddis Jr. (Nueva York, 29 de diciembre de 1922 - East Hampton, 16 de diciembre de 1998) fue un escritor estadounidense, uno de los más importantes del siglo XX en su país. Escribió cinco novelas, dos de las cuales ganaron el Premio Nacional del Libro.

## Biografía
Gaddis nació en la ciudad de Nueva York, aunque creció en Massapequa. 
Se licenció en Literatura inglesa en la Universidad de Harvard, donde escribió sus primeros relatos, poemas, ensayos y entrevistas para el Harvard Lampoon. 
Una vez finalizada su educación, comenzó a trabajar en Nueva York para el periódico The New Yorker. En esta época pasaba su tiempo libre en compañía de escritores de la generación beat como Allen Ginsberg o Jack Kerouac, habituales del barrio bohemio Greenwich Village. 
Gaddis abandonó Nueva York y realizó muchos viajes por México y América Central, donde se unió a los rebeldes de Costa Rica durante una breve guerra civil. Más tarde, pasó alguna temporada en España, desde donde llegó hasta África. Por aquel entonces, estaba trabajando en la novela Los reconocimientos, en la que iba incluyendo las experiencias adquiridas en sus expediciones. 
Continuó trabajando en ella en los primeros años cincuenta, hasta su publicación en 1955. El resultado fue una vasta obra experimental de complicada elaboración y cercana a las mil páginas, en la que convergen intenciones grotescas, falsedades, plagios y otros artificios literarios al estilo de Tristram Shandy. El libro, cuya base es el palíndromo "trade ye no mere moneyed art", se concibió como una provocadora denuncia de las actuales manipulaciones de la realidad. Recibió malas críticas y su autor fue comparado con James Joyce.
Los reconocimientos se reimprimió en formato rústico y publicó en el extranjero, lo que supuso para el escritor el comienzo de su reputación clandestina. 
En 1974, cuando se reeditó en una gran tirada rústica, la crítica elogió a Gaddis con el calificativo de "escritor experimental" e identificó su trabajo con el de Thomas Pynchon. Con el paso del tiempo la novela ha adquirido un status de clásico esencial, definiéndola el célebre crítico Harold Bloom como el "Ulises americano". Su siguiente trabajo, Jota Erre (1976), alcanzó el reconocimiento negado a su anterior pieza, consiguiendo el Premio Nacional del Libro de Ficción. De complejidad similar a su primera obra, el autor presenta mediante una narración polifónica la decadencia a la que ha llegado el sistema económico actual, donde cualquier cosa es posible. Así, el protagonista de la narración, un niño de once años llamado Junior, construye un imperio financiero de millones usando solo el correo y el teléfono y se convierte en un mago de las finanzas de Wall Street. La pretensión era crear un paralelismo que reflejase la pérdida de sentido del lenguaje, empobrecido por el propio uso. En 1985 apareció Gótico carpintero, considerada una de las más importantes de las últimas generaciones literarias. Presentaba un tema paralelo al de Los reconocimientos, puesto que intenta retratar las mil caras de la falsificación, en concreto en lo relacionado con la religión y el arte. Los admiradores del novelista creyeron momentáneamente que el volumen —que marcó un punto de inflexión en la carrera literaria de su creador— aumentaría su popularidad y el número de sus lectores.
En 1994 publicó su siguiente trabajo, Su pasatiempo favorito, una reflexión sobre la propiedad intelectual y el plagio que le otorgó su segundo Premio Nacional del Libro. La idea de su quinta novela, que acabó poco antes de su muerte y que recibió el título Ágape se paga, fue extraída de Jota Erre, donde el escritor Jack Gibbs trataba de terminar un libro homónimo. Si bien Gaddis tiene un número de lectores muy reducido, se le sitúa generalmente entre los más geniales escritores estadounidenses. Sus libros, convertidos en clásicos contemporáneos, renovaron el experimentalismo de Faulkner, Joyce y Sterne y se anticiparon a la narrativa postmoderna. La crítica también ha establecido comparaciones con Malcolm Lowry y Herman Melville.
El 16 de diciembre de 1998, Gaddis falleció en East Hampton a los 75 años, víctima de un cáncer de próstata.

## Premios y reconocimientos
Gaddis recibió en dos ocasiones el National Book Award por sus novelas J R y A Frolic of His Own (Su pasatiempo favorito).  Es considerado como uno de los pioneros de la literatura posmoderna de su país.

## Obra

### Ficción
- Los reconocimientos (The Recognitions, 1955), traducción de Juan Antonio Santos (Alfaguara, 1987; Sexto Piso 2014)
- Jota Erre (J R, 1975), traducción de Mariano Peyrou (Sexto Piso, 2014)
- Gótico carpintero (Carpenter's Gothic, 1985), traducción de Mariano Peyrou (Sexto Piso, 2012)
- Su pasatiempo favorito (A Frolic of His Own, 1994), traducción de Flora Casas (Debate, 1995; Sexto Piso, 2016)
- Ágape se paga (Agapē Agape, 2002), traducción de Miguel Martínez-Lage (Sexto Piso, 2008)

### No ficción
- La carrera por el segundo lugar (The Rush for Second Place, 2002), traducción de Mariano Peyrou (Sexto Piso, 2017)